# Privoxy
Privoxy ist ein filternder Proxy für das Hypertext Transfer Protocol (HTTP), oft benutzt in Kombination mit Tor und Squid.
Privoxy ist ein Webproxy mit fortschrittlichen Filtermöglichkeiten zum Schutz der Privatsphäre, zum Filtern von Webseiten-Inhalten, Verwaltung von HTTP-Cookies, Zugriffskontrolle, Entfernen von Werbung, Popups usw. Er unterstützt sowohl alleinstehende Systeme als auch Netzwerke mit mehreren Benutzern.
Privoxy wird in C programmiert und als freie Software unter den Bedingungen von Version 2 der GNU General Public License (GPL) veröffentlicht.
Er läuft unter Windows (32 Bit), AmigaOS, BeOS, OS/2 und den meisten Unix-Derivaten (Linux, FreeBSD, OpenWrt, …). Mac OS X wird von Privoxy nach einer Unterbrechung im Jahr 2009 mittlerweile wieder unterstützt, kann aber auch über MacPorts installiert oder direkt aus den Quellen übersetzt werden.
Der Name „Privoxy“ wurde aus der englischen Wendung „Privacy Enhancing Proxy“ („die Privatsphäre verbessernder Proxy“) entlehnt.

## Funktionalität
Er untersucht den ausgehenden HTTP-Verkehr auf Aufrufe unerwünschter Inhalte und Informationen, die zum Beispiel der Browser über sein System preisgibt und den Benutzer verfolgbar und identifizierbar machen, wie Referrer, Browser-/Systemkennungen, Informationen über Konfigurationen etc. Aufrufe von Werbebannern oder Zählpixel werden gar nicht erst gesendet, was die Surfgeschwindigkeit erhöht und Datenverkehr einspart.
Der eingehende HTTP-Verkehr wird auf unerwünschte Inhalte untersucht, die dann gefiltert werden können.
Zur Erkennung unerwünschter Inhalte werden Quelltexte und Adressen auf typische Merkmale untersucht wie typische Bildgrößen, Herkunft von einschlägig bekannten Adressen oder aus eindeutig benannten Ordnern. Gefährliche, „neugierige“ oder störende Skripts werden beschnitten.
Privoxy ist über Konfigurationsdateien vollständig konfigurierbar; jegliche Aktionen können zu- und abgeschaltet werden. Die Konfiguration erfolgt wahlweise über ein eingebautes Dienstprogramm, das den Webbrowser als Benutzerschnittstelle verwendet oder aber über einen beliebigen Texteditor.

## Geschichte
Privoxy basiert auf Internet Junkbuster, der im Jahr 1998 seine letzte offizielle Veröffentlichung erfuhr (Version 2.0.2).
Bis 2000 (Version 2.0.2-10) organisierte Stefan Waldherr verbesserte Versionen, in die zahlreiche Verbesserungen aus der Nutzergemeinde einflossen.
Später wurde nach gründlicher Überarbeitung der Codebasis Privoxy daraus, welches im August 2002 seine erste stabile Veröffentlichung (3.0) erreichte.
Neben Privoxy wurde aus dem Code des Internet Junkbusters auch der Galactica Proxy entwickelt, der Surfdaten in Echtzeit visualisiert. Weiterhin diente der Junkbuster teilweise als Vorbild für WWWOFFLE.